# Ne partez pas sans moi
Ne partez pas sans moi (фр. Не йдіть без мене) — пісня канадської співачки Селін Діон, з якою вона перемогла на Євробаченні 1988 від Швейцарії.
Композиція вийшла синглом в Європі 6 травня 1988 року, причому за перші два дні було продано понад 200 000 копій. Крім того, пісня ввійшла на другий бік синглу «D'abord, c'est quoi l'amour?» у Канаді. Також додана в альбоми «The Best Of» (європейське видання) і «Incognito» (франкомовне видання).
Окрім усього цього, Селін Діон pаписала пісню й німецькою мовою – під назвою «Hand in Hand».

## Треклист
7" сингл (Європа) 
1. «Ne partez pas sans moi» — 3:07
2. «Ne partez pas sans moi» (instrumental) — 3:07

7" сингл (німецьке видання) 
1. «Hand in Hand» — 3:07
2. «Hand in Hand» (instrumental) — 3:07

## Чарти
| Чарт (1988)           | Вища позиція |
| --------------------- | ------------ |
| Belgian Singles Chart | 11           |
| Dutch Singles Chart   | 42           |
| French Singles Chart  | 36           |
| Swiss Singles Chart   | 11           |